# Mirsad Fazlagić
Mirsad Fazlagić (ur. 4 kwietnia 1943 w Čapljinie) – piłkarz bośniacki grający na pozycji obrońcy. W swojej karierze rozegrał 19 meczów w reprezentacji Jugosławii.

## Kariera klubowa
Karierę piłkarską Fazlagić rozpoczął w klubie Borac Čapljina. W sezonie 1958/1959 grał w nim w drugiej lidze jugosłowiańskiej. Następnie odszedł do innego drugoligowca, Željezničara Sarajewo, w którym spędził dwa lata.
W 1961 roku Fazlagić przeszedł do zespołu FK Sarajevo, występującego w pierwszej lidze jugosłowiańskiej. W FK Sarajevo grał do końca sezonu 1971/1972, czyli do końca swojej kariery. W sezonie 1966/1967 wywalczył pierwszy w historii klubu tytuł mistrza Jugosławii.
| Sezon   | Klub           | Kraj       | Rozgrywki  | Mecze | Bramki |
| ------- | -------------- | ---------- | ---------- | ----- | ------ |
| 1958/59 | Borac Čapljina | Jugosławia | Druga liga | ?     | ?      |
| 1959/60 | FK Željezničar | Jugosławia | Druga liga | ?     | ?      |
| 1960/61 | FK Željezničar | Jugosławia | Druga liga | ?     | ?      |
| 1961/62 | FK Sarajevo    | Jugosławia | Prva liga  | 11    | 0      |
| 1962/63 | FK Sarajevo    | Jugosławia | Prva liga  | 26    | 0      |
| 1963/64 | FK Sarajevo    | Jugosławia | Prva liga  | 25    | 1      |
| 1964/65 | FK Sarajevo    | Jugosławia | Prva liga  | 27    | 1      |
| 1965/66 | FK Sarajevo    | Jugosławia | Prva liga  | 30    | 1      |
| 1966/67 | FK Sarajevo    | Jugosławia | Prva liga  | 30    | 0      |
| 1967/68 | FK Sarajevo    | Jugosławia | Prva liga  | 28    | 0      |
| 1968/69 | FK Sarajevo    | Jugosławia | Prva liga  | 7     | 0      |
| 1969/70 | FK Sarajevo    | Jugosławia | Prva liga  | 15    | 1      |
| 1970/71 | FK Sarajevo    | Jugosławia | Prva liga  | 12    | 0      |
| 1971/72 | FK Sarajevo    | Jugosławia | Prva liga  | 4     | 0      |

## Kariera reprezentacyjna
W reprezentacji Jugosławii Fazlagić zadebiutował 31 marca 1963 roku w wygranym 1:0 meczu eliminacji do Euro 64 z Belgią. W 1964 roku zagrał na Igrzyskach Olimpijskich w Tokio. W 1968 roku został powołany do kadry Jugosławii na Mistrzostwa Europy 1968. Na tym turnieju wystąpił w trzech meczach: półfinale z Anglią (1:0) i finałach z Włochami (1:1, 0:2). Z Jugosławią wywalczył wicemistrzostwo Europy. W reprezentacji Jugosławii od 1963 do 1968 roku rozegrał 19 spotkań.
| Mecze i gole w reprezentacji | Mecze i gole w reprezentacji | Mecze i gole w reprezentacji | Mecze i gole w reprezentacji | Mecze i gole w reprezentacji | Mecze i gole w reprezentacji | Mecze i gole w reprezentacji |
| #                            | Data                         | Stadion                      | Rywal                        | Wynik                        | Gol                          | Rozgrywki                    |
| 1963                         | 1963                         | 1963                         | 1963                         | 1963                         | 1963                         | 1963                         |
| ---------------------------- | ---------------------------- | ---------------------------- | ---------------------------- | ---------------------------- | ---------------------------- | ---------------------------- |
| 1.                           | 31.03.1963                   | Bruksela, Belgia             | Belgia                       | 1:0                          | 0                            | el. ME 1964                  |
| 2.                           | 06.10.1963                   | Belgrad, Jugosławia          | Węgry                        | 2:0                          | 0                            | towarzyski                   |
| 1964                         |                              |                              |                              |                              |                              |                              |
| 3.                           | 17.06.1964                   | Belgrad, Jugosławia          | Rumunia                      | 1:2                          | 0                            | towarzyski                   |
| 4.                           | 13.10.1964                   | Jokohama, Japonia            | Maroko                       | 3:1                          | 0                            | IO 1964                      |
| 5.                           | 15.10.1964                   | Tokio, Japonia               | Węgry                        | 5:6                          | 0                            | IO 1964                      |
| 6.                           | 20.10.1964                   | Osaka, Japonia               | Japonia                      | 6:1                          | 0                            | IO 1964                      |
| 7.                           | 28.10.1964                   | Tel Awiw-Jafa, Izrael        | Izrael                       | 0:2                          | 0                            | towarzyski                   |
| 1967                         |                              |                              |                              |                              |                              |                              |
| 8.                           | 23.04.1967                   | Budapeszt, Węgry             | Węgry                        | 0:1                          | 0                            | towarzyski                   |
| 9.                           | 03.05.1967                   | Belgrad, Jugosławia          | RFN                          | 1:0                          | 0                            | el. ME 1968                  |
| 10.                          | 14.05.1967                   | Tirana, Albania              | Albania                      | 2:0                          | 0                            | el. ME 1968                  |
| 11.                          | 07.10.1967                   | Hamburg, RFN                 | RFN                          | 1:3                          | 0                            | el. ME 1968                  |
| 12.                          | 01.11.1967                   | Rotterdam, Holandia          | Holandia                     | 2:1                          | 0                            | towarzyski                   |
| 13.                          | 12.11.1967                   | Belgrad, Jugosławia          | Albania                      | 4:0                          | 0                            | el. ME 1968                  |
| 1968                         |                              |                              |                              |                              |                              |                              |
| 14.                          | 06.04.1968                   | Marsylia, Francja            | Francja                      | 1:1                          | 0                            | el. ME 1972                  |
| 15.                          | 24.04.1968                   | Belgrad, Jugosławia          | Francja                      | 5:1                          | 0                            | el. ME 1972                  |
| 16.                          | 27.04.1968                   | Bratysława, Czechosłowacja   | Czechosłowacja               | 0:3                          | 0                            | towarzyski                   |
| 17.                          | 05.06.1968                   | Florencja, Włochy            | Anglia                       | 1:0                          | 0                            | ME 1972                      |
| 18.                          | 08.06.1968                   | Rzym, Włochy                 | Włochy                       | 1:1                          | 0                            | ME 1972                      |
| 19.                          | 10.06.1968                   | Rzym, Włochy                 | Włochy                       | 0:2                          | 0                            | ME 1972                      |